# Lac Segozero
Le lac Segozero (en russe : Сегозеро, en finnois : Seesjärvi),  est un lac d'eau douce de la république de Carélie, dans le nord-ouest de la Russie.

## Description
Le lac est situé dans la partie centrale de la République de Carélie, à la frontière du raïon de Karhumäki et du Raïon de Segueja. 
Le lac Seesjärvi appartient au bassin versant de l'Vyg. 
Depuis 1957, le Seesjärvi est un bassin de régulation du Canal de la mer Blanche.
C'est pourquoi on l'appelle réservoir Seesjärvi sur les cartes russes (en russe : Сегозерское Водохранилишче).
Lors de la création du réservoir, le niveau du lac s'est élevé de 6 mètres, c'est pourquoi presque toutes les maisons du village de Paatene ont dû être déplacées, car sinon elles seraient restées sous l'eau.
La superficie du réservoir Seesjärvi est d'environ 900 km2 et sa surface est de 120 mètres d'altitude. Avant la création du reservoir, la superficie du lac était d'environ 750 km2. 
Le lac mesure environ 49 kilomètres de long et 35 kilomètres de large. La partie nord du lac a une profondeur de 50 à 90 mètres, le reste du lac est moins profond. Le lac a un contour presque rectangulaire. Il y a des îles sur les rives de la partie nord.